# Margaj
Margaj (lat. Leopardus wiedii) mala je mačka iz reda zvijeri.
Areal vrste obuhvaća veći broj država u Južnoj i Srednjoj Americi. Vrsta je prisutna u: Argentini, Belizeu,  Boliviji, Brazilu, Venezueli, Gvajani, Gvatemali, Kolumbiji, Meksiku, Nikaragvi, Kostarici, Ekvadoru, Panami, Paragvaju, Peruu, Salvadoru, Surinamu, Urugvaju, Francuskoj Gvajani i Hondurasu. Staništa vrste su šume i  riječni ekosustavi. Prisutna je na području rijeke Amazone u Južnoj Americi.
Ima dužinu tijela od 50 – 72 cm, rep je dugačak 35 – 49 cm, a teži 3 – 9 kg.
Margaj je privlačna izgleda, bliski rođak ocelota, ali je manji. Dlaka je kratka, glatka i smeđa, bijela na dnu tijela, prsima i vratu. Tamne mrlje slične su kao i kod ocelota i protežu se duž leđa i sa strane. Rep je prugast. 
Plijen margaja uglavnom su: štakori, miševi, vjeverice, oposumi, male ptice i beskralježnjaci. Povremeno se hrane plodovima.
Margaj provodi većinu svog života na stablima, gdje lovi, obično u sumrak. Živi skrovito, lako se skriva, često koristi mimikriju. Vrlo je spretan u penjaju zahvaljujući iznimno fleksibilnim stražnjim nogama. Tijekom silaska s drveća pomaže mu dugi rep. Zbog privlačna izgleda, ljudi su pokušali pripitomiti margaja s malo uspjeha, jer ne voli biti zatvoren u kući.
Trudnoća traje 76 – 85 dana, okoti jednog mladog, rijetko dva.